# Ljudevit Ćurčija
Ljudevit Ćurčija (Dubrovnik, 8. prosinca 1818. – na moru, 15. srpnja 1881.) bio je hrvatski katolički biskup i kulturni djelatnik.
Godine 1853. imenovan je biskupom u Lješu u Albaniji, a od 1859. bio je biskup u Skadru. Od 1866. naslovni je nadbiskup Irenopolisa. Sudjelovao je na I. vatikanskom saboru.
Na otvaranju, 17. studenoga 1869., blagoslovio je Sueski kanal.